# 劉子雲
劉子雲（りゅう しうん、大明3年（459年）- 大明6年10月16日（462年11月23日））は、南朝宋の皇族。晋陵孝王。孝武帝劉駿の十九男。字は孝挙。

## 経歴
劉駿と殷淑儀のあいだの子として生まれた。大明6年（462年）7月、晋陵王に封じられた。同年10月に死去。

## 伝記資料
- 『宋書』巻80 列伝第40
- 『南史』巻14 列伝第4